# Yoshikazu Kotani
Yoshikazu Kotani (小谷 嘉一?, Kotani Yoshikazu; Tokyo, 25 marzo 1982) è un attore e cantante giapponese, soprannominato Konii.
Entrato nel mondo dello spettacolo nel 2001, viene conosciuto soprattutto per il ruolo di Takashi nel musical dedicato alla serie The Prince of Tennis e nel suo adattamento cinematografico dal vivo. Appare in numerosi show e spettacoli televisivi, oltre che in spot pubblicitari.
Apprezzato anche per le interpretazioni di personaggi difficili o controversi, come il travestito Cindy in KTO Hip Hop del 2005 e dell'amante omosessuale in Boys Love dell'anno successivo: per l'esattezza l'editore di una rivista che s'innamora d'un modello.
Nel 2007 è sempre protagonista nel seguito ideale di Boys Love, ovvero Boys Love gekijouban; qui interpreta la parte d'un giovane insegnante in un collegio maschile, che scopre che uno dei suoi nuovi studenti è proprio il ragazzo con cui ha consumato un rapporto sessuale a pagamento la sera prima.
Sempre nel 2007 appare in Arakure Knight, adattamento live action della serie manga degli anni '80 Aratanaru Shobaku di Satoshi Yoshida.
Membro della ban J-pop +Plus, che canta spesso le canzoni di apertura e chiusura per molti anime

## Filmografia
| Anno | Titolo                                                         | Ruolo assunto     | Altre notizie                                   |
| ---- | -------------------------------------------------------------- | ----------------- | ----------------------------------------------- |
| 2001 | As for Looking at Love Lastly                                  | Kunihiko          | Dorama                                          |
| 2001 | Kamen Rider Agito                                              | Kouji Majima      | Tokusatsu                                       |
| 2004 | Waltz of the Puppy                                             | Wada Takashi      | Dorama Special                                  |
| 2004 | Take Off!                                                      | N/A               | Dorama                                          |
| 2004 | Division 1 (After the Releasing Section)                       | Mizutani          | Dorama                                          |
| 2004 | Genseishin Justirisers                                         | Takeda            | Tokusatsu                                       |
| 2005 | Mata no hi no chika (Another Day for Chika) or (Days of Chika) | Kondo Yukitugu    |                                                 |
| 2005 | Ruri no Shima                                                  | N/A               |                                                 |
| 2005 | Dangerous Related                                              | Sakura Yoshihiko  | Dorama Special                                  |
| 2005 | Justirisers                                                    | Takeda            | Dorama Special                                  |
| 2005 | Anego                                                          | N/A               | Dorama                                          |
| 2005 | Kosume no Mahou 2                                              | Kobayashi         | Dorama                                          |
| 2005 | Gakkou no Kaidan                                               | N/A               | Net Drama                                       |
| 2005 | TKO Hip Hop                                                    | Cindy             |                                                 |
| 2005 | Chikan Otoko                                                   | N/A               |                                                 |
| 2006 | The Prince of Tennis                                           | Takashi Kawamura  |                                                 |
| 2006 | Shinrei Shashin Kitan (心霊写真奇譚)                           | Nishimura Hiroshi | Appare nella 1ª storia, Hishatai no Nai Shashin |
| 2006 | ZanSaber                                                       | N/A               |                                                 |
| 2006 | Yuuki                                                          | N/A               |                                                 |
| 2006 | Boys Love                                                      | Mamiya Taishin    |                                                 |
| 2007 | Arakure KNIGHT                                                 | N/A               | post-production (film)                          |
| 2007 | Beauty Boys Celebrity                                          | Go                | Dorama                                          |
| 2007 | Boys Love gekijouban                                           | Aoi Kairu         |                                                 |
| 2008 | Biyou Shounen Sereburiti                                       |                   |                                                 |
| 2009 | Tokyo Ghost Trip                                               | Episode 1.6       |                                                 |
| 2009 | Teioh                                                          |                   |                                                 |